# Hemicrepidius jugicola
Hemicrepidius jugicola is een keversoort uit de familie kniptorren (Elateridae). De wetenschappelijke naam van de soort is voor het eerst geldig gepubliceerd in 1872 door Perez Arcas.